# Ленартс, Аннелен
Аннелен Ленартс (нидерл. Anneleen Lenaerts; род. 1987) — бельгийская арфистка.
Привлекла к себе внимание мировой музыкальной общественности ещё в 1999 г., когда на Международном конкурсе арфистов имени Лили Ласкин ей был присуждён специальный приз как многообещающему юному таланту. В 2005 г. уже повзрослевшая Ленартс стала лауреатом первой премии этого конкурса, получив также два дополнительных приза — за лучшее исполнение Чаконы Баха и за лучшее исполнение пьесы современного композитора, написанной специально для конкурса. Кроме того, Ленартс была удостоена первых и вторых премий на конкурсах арфистов в Намюре, Мадриде и др.
В 2008 году Ленартс закончила Брюссельскую королевскую консерваторию, одновременно занимаясь в Парижской консерватории у Изабель Перрен. С 2010 — арфистка-соло в Венском филармоническом оркестре и Венской государственной опере.